# Рион (коммуна)
Рион (фр. Rions) — коммуна на юго-западе Франции, в округе Лангоне в департаменте Жиронде в регионе Новой Аквитании. Расположен на правом берегу реки Гаронны к северу от Кадийяка и к юго-востоку от Лангуарана на винодельческом регионе Бордо в 26 километрах к юго-востоку от Бордо. Население 1570 жителей по переписи 2015 года. Площадь 10,65 квадратного километра. Плотность 147 человек на квадратный километр. Мэром с 2014 года является Жан-Клод Бернард.

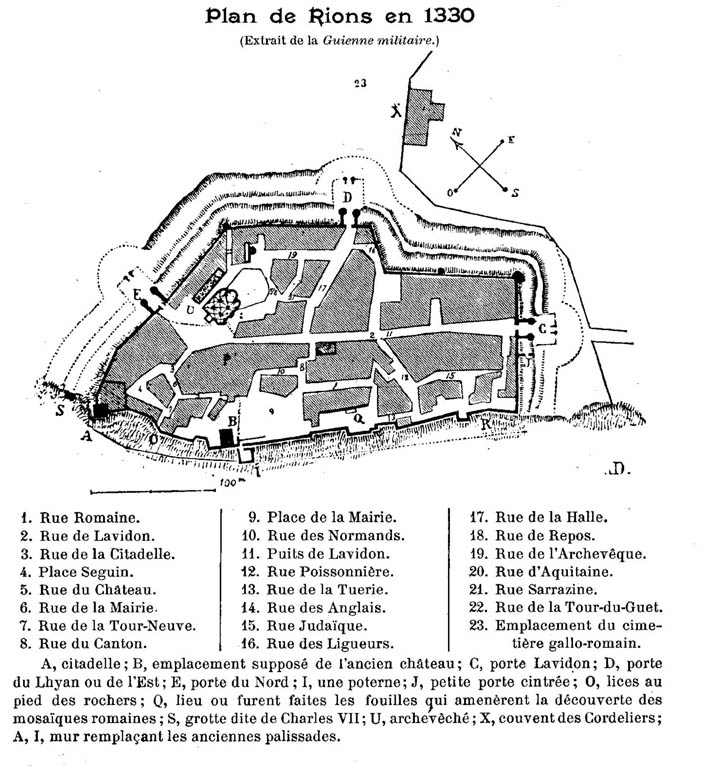
План Риона в 1330 году

Название происходит от лат. Riuncium.

## История
Граф Карл Валуа осадил и разрушил в 1295 году Рион. Английский король Эдуард III в 1313 году восстанавливает город. Рион становится укреплённым городом английской Гиени. В ходе Столетней войны Рион входил в оборонительный альянс Бордо, существовавший в 1379—1451 годах. За два года до битвы при Кастийоне Рион захвачен войсками французского короля Карла VII.